# Вишнёвка (Костанайская область)
Вишнёвка (каз. Вишнёвка) — упразднённое село в Сарыкольском районе Костанайской области Казахстана. Исключено из учётных данных в 2023 году. Входило в состав Севастопольского сельского округа. Код КАТО — 396245200.

## Население
В 1999 году население села составляло 320 человек (170 мужчин и 150 женщин). По данным переписи 2009 года, в селе проживал 241 человек (121 мужчина и 120 женщин).